# Juan Portillo
Juan Carlos Portillo (Puerto Rico, Provincia de Misiones; 18 de mayo de 2000) es un futbolista argentino. Juega como marcador central, aunque también puede desempeñarse como lateral por izquierda o mediocampista central, y su actual equipo River Plate de la Liga Profesional.

## Trayectoria
Nacido en Misiones, Juan Portillo se sumó a las divisiones formativas de Crucero del Norte en 2015 tras superar exitosamente una prueba. Fue promovido al plantel profesional y con apenas 18 años tuvo su debut el 2 de diciembre de 2018, en la victoria 2-0 ante Altos Hornos Zapla: ese día ingresó a los 35 del ST en reemplazo de Leonardo Marinucci.
En 2019 fue cedido junto a otros compañeros a Deportivo Itapuense de Paraguay gracias a la gestión de Julio Koropeski, fundador y expresidente del Colectivero y con gran influencia en el club guaraní. Una vez finalizada su participación en el torneo de la Primera División B Nacional, todos regresaron a Crucero del Norte.
A mediados de 2020 se transformó en refuerzo de Unión de Santa Fe, donde firmó contrato hasta diciembre de 2021 y fue incluido en la lista de buena fe para la Copa Sudamericana. El 28 de noviembre, en la derrota 1-0 ante Racing, jugó por primera vez con la camiseta rojiblanca ingresando a los 27 del ST en reemplazo de Kevin Zenón.

## Clubes
- Actualizado al 17 de agosto de 2025

| Club                         | Div.                | Temporada           | Liga | Liga | Copa Nacional | Copa Nacional | Copa Internacional | Copa Internacional | Total | Total |
| Club                         | Div.                | Temporada           | PJ   | G    | PJ            | G             | PJ                 | G                  | PJ    | G     |
| ---------------------------- | ------------------- | ------------------- | ---- | ---- | ------------- | ------------- | ------------------ | ------------------ | ----- | ----- |
| Crucero del Norte Argentina  | 3.ª                 | 2018/19             | 7    | 0    | 3             | 1             | -                  | -                  | 10    | 1     |
| Crucero del Norte Argentina  | 3.ª                 | 2019/20             | 7    | 0    | 0             | 0             | -                  | -                  | 7     | 0     |
| Crucero del Norte Argentina  | Total               | Total               | 14   | 0    | 3             | 1             | -                  | -                  | 17    | 1     |
| Deportivo Itapuense Paraguay | 3.ª                 | 2019                | ?    | ?    | -             | -             | -                  | -                  | ?     | ?     |
| Deportivo Itapuense Paraguay | Total               | Total               | ?    | ?    | -             | -             | -                  | -                  | ?     | ?     |
| Unión Argentina              | 1.ª                 | 2020                | -    | -    | 3             | 0             | 0                  | 0                  | 3     | 0     |
| Unión Argentina              | 1.ª                 | 2021                | 17   | 0    | 13            | 0             | -                  | -                  | 30    | 0     |
| Unión Argentina              | 1.ª                 | 2022                | 23   | 0    | 14            | 0             | 8                  | 0                  | 45    | 0     |
| Unión Argentina              | Total               | Total               | 40   | 0    | 30            | 0             | 8                  | 0                  | 78    | 0     |
| Talleres Argentina           | 1.ª                 | 2023                | 19   | 1    | 16            | 0             | -                  | -                  | 35    | 1     |
| Talleres Argentina           | 1.ª                 | 2024                | 22   | 0    | 14            | 0             | 6                  | 0                  | 42    | 0     |
| Talleres Argentina           | 1.ª                 | 2025                | 13   | 0    | 2             | 0             | 4                  | 0                  | 19    | 0     |
| Talleres Argentina           | Total               | Total               | 54   | 1    | 32            | 0             | 10                 | 0                  | 96    | 1     |
| River Plate Argentina        | 1.ª                 | 2025                | 1    | 0    | 0             | 0             | 0                  | 0                  | 1     | 0     |
| River Plate Argentina        | Total               | Total               | 1    | 0    | 0             | 0             | 0                  | 0                  | 1     | 0     |
| Total en su carrera          | Total en su carrera | Total en su carrera | 109  | 1    | 65            | 1             | 18                 | 0                  | 192   | 2     |

## Palmarés

### Campeonatos nacionales
| Título                  | Club                | País      | Año  |
| ----------------------- | ------------------- | --------- | ---- |
| Supercopa Internacional | Talleres de Córdoba | Argentina | 2023 |